# Бремертон (Вашингтон)
Бремертон (англ. Bremerton) — місто (англ. city) в США, в окрузі Кітсеп штату Вашингтон. Населення — 43 505 осіб (2020).

## Географія
Бремертон розташований за координатами 47°32′23″ пн. ш. 122°43′1″ зх. д. / 47.53972° пн. ш. 122.71694° зх. д. (47.539801, -122.716971).  За даними Бюро перепису населення США в 2010 році місто мало площу 83,62 км², з яких 73,57 км² — суходіл та 10,04 км² — водойми.

### Клімат
| Клімат : Бремертон      | Клімат : Бремертон | Клімат : Бремертон | Клімат : Бремертон | Клімат : Бремертон | Клімат : Бремертон | Клімат : Бремертон | Клімат : Бремертон | Клімат : Бремертон | Клімат : Бремертон | Клімат : Бремертон | Клімат : Бремертон | Клімат : Бремертон | Клімат : Бремертон |
| Показник                | Січ.               | Лют.               | Бер.               | Квіт.              | Трав.              | Черв.              | Лип.               | Серп.              | Вер.               | Жовт.              | Лист.              | Груд.              | Рік                |
| Абсолютний максимум, °C | 16,7               | 21,7               | 26,7               | 28,3               | 33,3               | 36,1               | 36,1               | 38,3               | 36,1               | 30,0               | 21,1               | 20,0               | 38,3               |
| Середній максимум, °C   | 8,1                | 9,7                | 12,2               | 14,9               | 18,4               | 21,2               | 24,4               | 24,8               | 21,8               | 15,7               | 10,3               | 7,2                | 15,8               |
| Середня температура, °C | 5,0                | 5,6                | 7,7                | 9,9                | 13,1               | 15,8               | 18,3               | 18,7               | 16,1               | 11,3               | 7,0                | 4,3                | 11,1               |
| Середній мінімум, °C    | 1,9                | 1,6                | 3,2                | 4,9                | 7,8                | 10,4               | 12,3               | 12,6               | 10,2               | 6,8                | 3,6                | 1,4                | 6,4                |
| Абсолютний мінімум, °C  | −11,1              | −11,1              | −7,2               | −2,2               | −2,8               | 3,3                | 5,0                | 3,9                | 0,6                | −2,8               | −12,2              | −13,9              | −13,9              |
| Норма опадів, мм        | 226                | 153                | 151                | 91                 | 62                 | 43                 | 22                 | 26                 | 39                 | 124                | 239                | 256                | 1432               |
| Днів з опадами          | 19                 | 16                 | 17                 | 15                 | 11                 | 10                 | 6                  | 6                  | 8                  | 14                 | 19                 | 20                 | 161,0              |
| ----------------------- | ------------------ | ------------------ | ------------------ | ------------------ | ------------------ | ------------------ | ------------------ | ------------------ | ------------------ | ------------------ | ------------------ | ------------------ | ------------------ |
| Джерело:                |                    |                    |                    |                    |                    |                    |                    |                    |                    |                    |                    |                    |                    |

## Демографія
Згідно з переписом 2010 року, у місті мешкало 37 729 осіб у 14 932 домогосподарствах у складі 7853 родин. Густота населення становила 451 особа/км².  Було 17273 помешкання (207/км²).
Расовий склад населення:
| - 74,0 % — білих - 6,7 % — чорних або афроамериканців - 5,5 % — азіатів - 2,0 % — корінних американців - 1,3 % — вихідців з тихоокеанських островів - 2,8 % — осіб інших рас |

До двох чи більше рас належало 7,6 %. Частка іспаномовних становила 9,6 % від усіх жителів.
За віковим діапазоном населення розподілялося таким чином: 19,5 % — особи молодші 18 років, 68,6 % — особи у віці 18—64 років, 11,9 % — особи у віці 65 років та старші. Медіана віку мешканця становила 31,9 року. На 100 осіб жіночої статі у місті припадало 113,0 чоловіків;  на 100 жінок у віці від 18 років та старших — 115,8 чоловіків також старших 18 років.
Середній дохід на одне домашнє господарство  становив 55 974 долари США (медіана — 45 658), а середній дохід на одну сім'ю — 65 829 доларів (медіана — 55 533). Медіана доходів становила 37 906 доларів для чоловіків та 32 216 доларів для жінок. За межею бідності перебувало 21,5 % осіб, у тому числі 30,0 % дітей у віці до 18 років та 11,9 % осіб у віці 65 років та старших.
Цивільне працевлаштоване населення становило 15 545 осіб. Основні галузі зайнятості: освіта, охорона здоров'я та соціальна допомога — 20,1 %, науковці, спеціалісти, менеджери — 13,1 %, мистецтво, розваги та відпочинок — 12,1 %, публічна адміністрація — 12,0 %.